# Euplexia ochroneura
Euplexia ochroneura är en fjärilsart som beskrevs av Turner 1943. Euplexia ochroneura ingår i släktet Euplexia och familjen nattflyn. Inga underarter finns listade i Catalogue of Life.